# Dmitrij Aleniczew
Dmitrij Anatoljewicz Aleniczew, Дми́трий Анато́льевич Але́ничев (ur. 20 października 1972 w Wielkich Łukach) – piłkarz rosyjski, reprezentant kraju (55 meczów i 6 bramek), trener piłkarski i polityk, członek Rady Federacji 2007–2010.

## Życiorys
Zawodnik występował na pozycji ofensywnego pomocnika bądź prawoskrzydłowego. Grał m.in. w AS Roma i FC Porto. Z nadatlantyckim klubem zdobył Puchar UEFA i Ligę Mistrzów UEFA (strzelając w finałach gole). Od 2004 do 2006 występował w Spartaku Moskwa.
Po zakończeniu kariery piłkarskiej zaangażował się w działalność polityczną. W sierpniu 2006 wstąpił do partii Zjednoczona Rosja, a 14 czerwca 2007 został przez zgromadzenie ustawodawcze obwodu omskiego wybrany jego przedstawicielem w Radzie Federacji, izbie wyższej rosyjskiego parlamentu.